# Targa Florio 1932
La Targa Florio 1932 è stata la 23ª edizione della Targa Florio e si è svolta l'8 maggio 1932 in Sicilia sul Piccolo circuito delle Madonie.

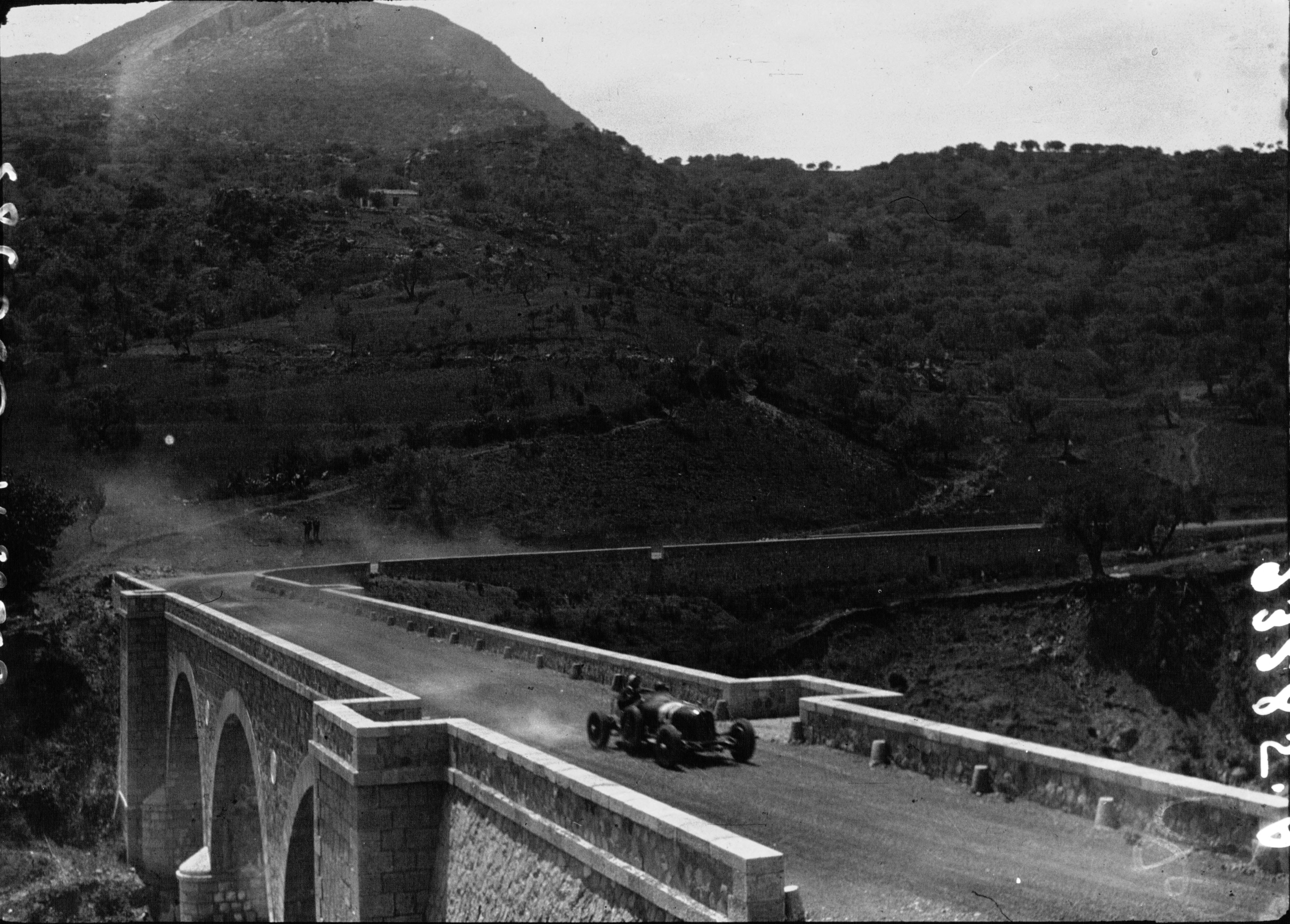
Tazio Nuvolari, qui fotografato durante la gara, vince la sua seconda ed ultima Targa Florio.

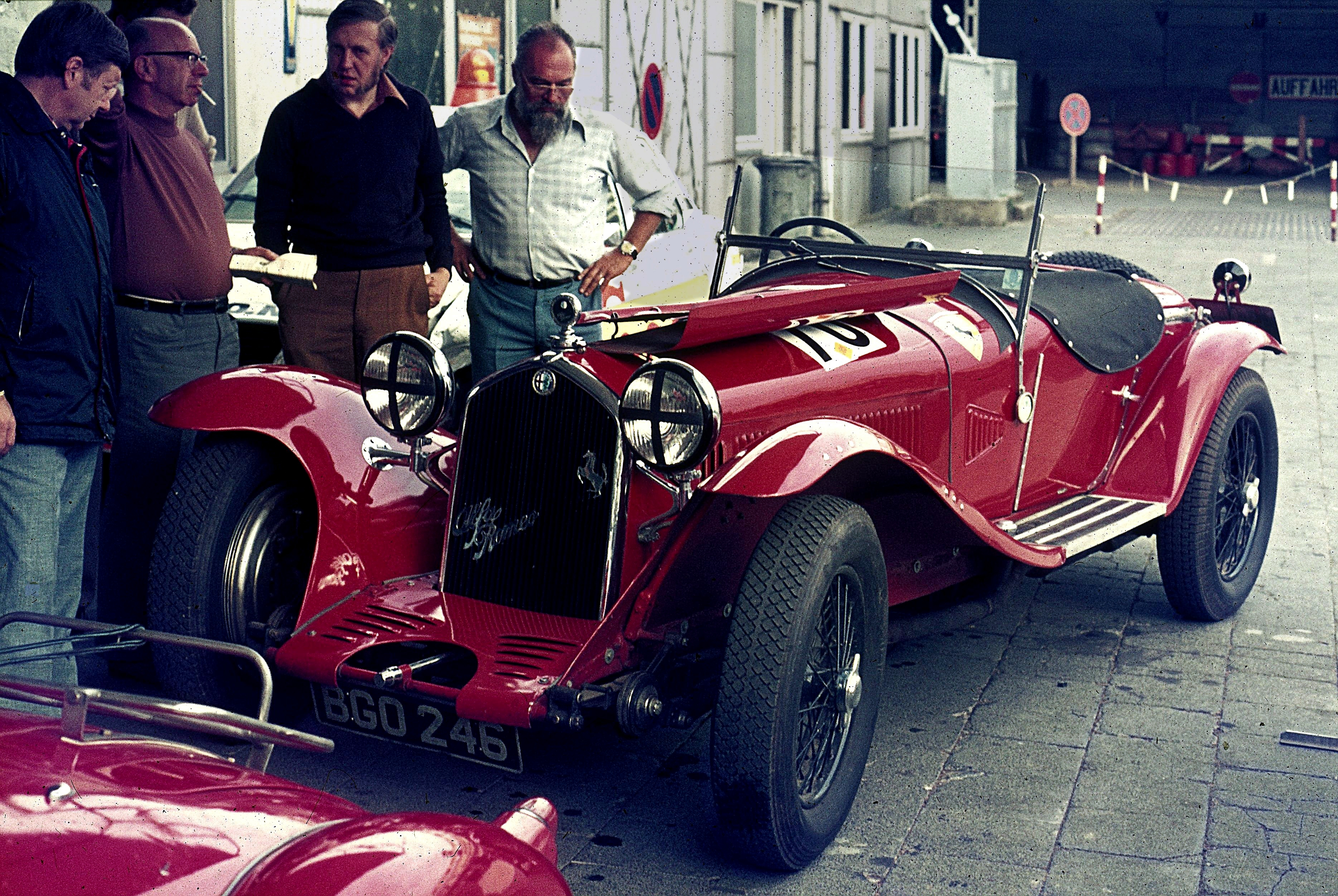
Un'Alfa Romeo 8C 2300 della Scuderia Ferrari.

## Gara

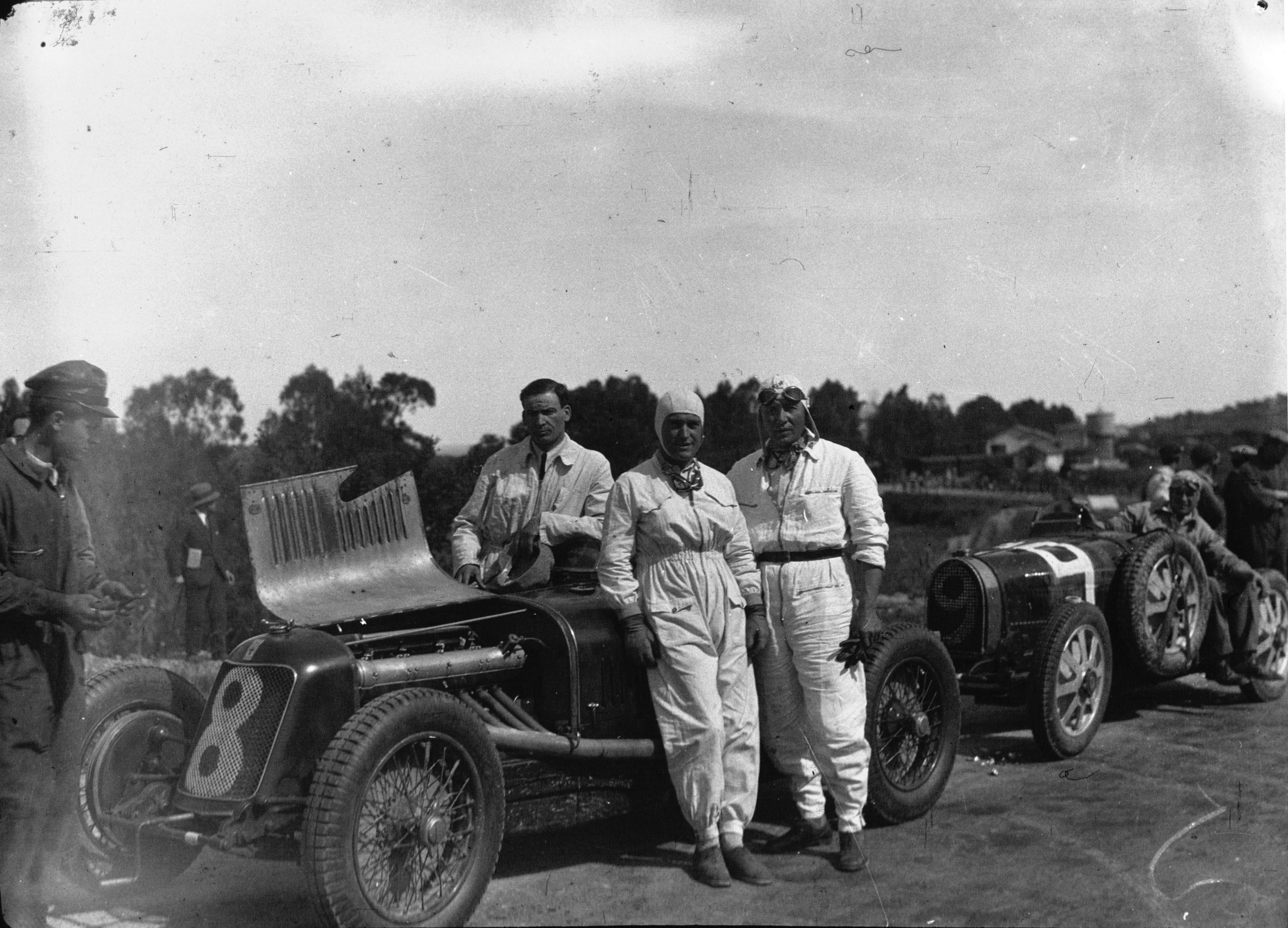
I due piloti della Maserati Amedeo Ruggeri e Luigi Fagioli.

Nel 1932 il fondatore della Targa Florio, Vincenzo Florio, modificò notevolmente il percorso. Il circuito classico delle Piccole Madonie è stato realizzato accorciando il percorso precedente: il percorso si snodava in senso antiorario dal punto di partenza a Cerda a ovest, oltre i 500 metri di Caltavuturo a sud, giù nella valle, in cui corre oggi un'autostrada, su strade di montagna di 600 metri, in un tornante attraverso Collesano a est e in fondo a Campofelice di Rocella, da dove le carrozze percorrevano il Buonfornello dritte lungo il mare. Un giro era di 72 km ed è stato completato otto volte, con i veicoli avviati individualmente a intervalli di 20 secondi. Salvo poche eccezioni, questa via è stata utilizzata fino al 1977, anno in cui si è svolta l'ultima Targa.
Tazio Nuvolari vinse nettamente la gara dopo averla condotta sin dall'inizio e vincendo con un margine di sei minuti sul compagno di squadra Baconino Borzacchini. Il giro più veloce è stato segnato alla velocità media di 79.296 km/h, record che verrà battuto solo da Felice Bonetto nel 1952 su una Lancia Aurelia B20.

## Qualifiche[1]
| Pos | N° | Pilota                         | Auto       | Ora di partenza |
| --- | -- | ------------------------------ | ---------- | --------------- |
| 1   | 1  | Marquis Guido D'Ippolito       | Alfa Romeo | 9:00            |
| 2   | 2  | Carlo Cazzaniga                | Bugatti    | 9:03            |
| 3   | 3  | Silvio Rondina                 | OM         | 9:06            |
| 4   | 4  | Marchese Antonio Brivio        | Alfa Romeo | 9:09            |
| 5   | 5  | Louis Chiron                   | Bugatti    | 9:12            |
| 6   | 6  | Baconino "Baconin" Borzacchini | Alfa Romeo | 9:15            |
| 7   | 7  | Luigi Fagioli                  | Maserati   | 9:18            |
| 8   | 8  | Amedeo Ruggeri                 | Maserati   | 9:21            |
| 9   | 9  | Archimede Rosa                 | Bugatti    | 9:24            |
| 10  | 10 | Tazio Nuvolari                 | Alfa Romeo | 9:27            |
| 11  | 11 | Clemente Biondetti             | MB         | 9:30            |
| 12  | 12 | Achille Varzi                  | Bugatti    | 9:33            |
| 13  | 13 | Pietro Ghersi                  | Alfa Romeo | 9:36            |
| 14  | 14 | Emanuele de Maria              | Fiat       | 9:39            |
| 15  | 15 | Vincenzo Sciandra              | Fiat       | 9:42            |
| 16  | 16 | Francesco Sartorelli           | Bugatti    | 9:45            |

## Classifica finale[1]
Il vincitore della classe è indicato in grassetto.
| Pos    | Classe                       | N° | Team                         | Piloti                                | Telaio                   | Giri |
| ------ | ---------------------------- | -- | ---------------------------- | ------------------------------------- | ------------------------ | ---- |
| 1      | Categoria Corsa senza Limiti | 10 | Scuderia Ferrari             | Tazio Nuvolari                        | Alfa Romeo 8C 2300       | 8    |
| 2      | Categoria Corsa senza Limiti | 6  | Scuderia Ferrari             | Baconino "Baconin" Borzacchini        | Alfa Romeo 8C 2300       | 8    |
| 3      | Categoria Corsa senza Limiti | 5  | Louis Chiron & Achille Varzi | Louis Chiron Achille Varzi            | Bugatti Tipo 51          | 8    |
| 4      | Categoria Corsa senza Limiti | 13 | Scuderia Ferrari             | Pietro Ghersi Marchese Antonio Brivio | Alfa Romeo 8C 2300       | 8    |
| 5      | Categoria Corsa senza Limiti | 8  | Officine Alfieri Maserati    | Amedeo Ruggeri                        | Maserati 8C 2800         | 8    |
| 6      | Categoria Corsa senza Limiti | 3  | Silvio Rondina               | Silvio Rondina                        | OM 665                   | 8    |
| 7 ABD  | Categoria Corsa senza Limiti | 14 | Emanuele de Maria            | Emanuele de Maria                     | Fiat 509                 | 5    |
| 8 ABD  | Categoria Corsa senza Limiti | 14 | Scuderia Ferrari             | Marchese Antonio Brivio               | Alfa Romeo 8C 2300 Monza | 3    |
| 9 ABD  | Categoria Corsa senza Limiti | 9  | Archimede Rosa               | Archimede Rosa                        | Bugatti Tipo 35B         | 3    |
| 10 ABD | Categoria Corsa senza Limiti | 11 | Clemente Biondetti           | Clemente Biondetti                    | MB Speciale              | 3    |
| 11 ABD | Categoria Corsa senza Limiti | 1  | Scuderia Ferrari             | Marquis Guido D'Ippolito              | Alfa Romeo 6C 1750       | 2    |
| 12 ABD | Categoria Corsa senza Limiti | 2  | Carlo Cazzaniga              | Carlo Cazzaniga                       | Bugatti Tipo 37A         | 2    |
| 13 ABD | Categoria Corsa senza Limiti | 7  | Officine Alfieri Maserati    | Luigi Fagioli                         | Maserati 26M             | 1    |
| 14 ABD | Categoria Corsa senza Limiti | 5  | Ettore Bugatti               | Achille Varzi                         | Bugatti Tipo 51          | 1    |
| 15 ABD | Categoria Corsa senza Limiti | 16 | Francesco Sartorelli         | Francesco Sartorelli                  | Bugatti Tipo 37A         | 0    |
| NP     | Categoria Corsa senza Limiti | 15 | Vincenzo Sciandra            | Vincenzo Sciandra                     | Fiat 509                 | 0    |
| NP     | Categoria Corsa senza Limiti |    | Officine Alfieri Maserati    | Ernesto Maserati                      | Maserati 8C 2300         | 0    |

### Solo nell'elenco degli iscritti
Qui sono registrate squadre, piloti e veicoli che erano stati originariamente registrati per la gara ma non hanno preso parte.
| Classe                       | N° | Team                | Piloti              | Telaio             |
| ---------------------------- | -- | ------------------- | ------------------- | ------------------ |
| Categoria Corsa senza Limiti |    | «Di Castro»         | «Di Castro»         | OM                 |
| Categoria Corsa senza Limiti |    | Costantino Magistri | Costantino Magistri | OM                 |
| Categoria Corsa senza Limiti |    | Franco Cortese      | Franco Cortese      | Alfa Romeo 6C 1750 |
| Categoria Corsa senza Limiti |    | Secondo Corsi       | Secondo Corsi       | Maserati 26        |

## Statistiche
- Giro più veloce - #10 Tazio Nuvolari - 52:56.600
- Distanza - 72.000 km
- Velocità media del vincitore - 79,296 km/h